# Leó Forgács
Leó Forgács (auch Leo Fleischmann; * 5. Oktober 1881 in Budapest; † 17. August 1930 in Berettyóújfalu) war ein ungarischer Schachspieler.
Leó Forgács gewann die ungarische Schachmeisterschaft im Jahre 1907. Zwischen 1904 in Coburg und 1913 nahm er an zahlreichen internationalen Turnieren teil, wie 1910 in Hamburg beim 17. DSB-Kongress. In Deutschland spielte er unter dem Namen Leo Fleischmann. Er emigrierte und nannte sich später Leo Forgács. Danach zog er sich vom Turnierschach zurück.

## Turniererfolge
- Barmen-B 1905: 1. Platz
- Nürnberg 1906: 3./4. Platz[3]
- Ostende 1907: 5. Platz
- San Remo 1911: 3. Platz
- Budapest 1913: 3. Platz